# نسما للطيران (السعودية)
نسما للطيران هي ناقل جوي وطني سعودي لقطاع شمال المملكة العربية السعودية. بدأت أعمالها في الربع الأول من عام 2016م، تتخذ من مطار حائل محوراً لعملياتها لربط مناطق المملكة انطلاقاً من مطار حائل مستخدمة نحو 4 طائرات من طراز إيه تي آر 72 التي تستوعب 64 راكباً لنقل المسافرين بين المطارات الشمالية الـ12 إلى مطار حائل، ومن ثم نقلهم بطائرات من طراز إيرباص 320 من مطار حائل إلى بقية مناطق المملكة.